# KCTD15
KCTD15‏ (Potassium channel tetramerization domain containing 15) هوَ بروتين يُشَفر بواسطة جين KCTD15 في الإنسان.